# Los Muermos
Los Muermos – miasto w Chile, w regionie Los Lagos, w prowincji Llanquihue.